# 1215 Boyer
1215 Boyer este un asteroid din centura principală, descoperit pe 19 ianuarie 1932 de Alfred Schmitt.

## Denumirea asteroidului
Asteroidul a fost dedicat astronomului francez Louis Boyer.